# San Marcos (île du Mexique)
San Marcos est une petite île mexicaine située dans le golfe de Californie au large des côtes de la Basse-Californie du Sud.

## Géographie
L'île est située au sud du golfe de Californie et se trouve à 5 km de la péninsule de Basse-Californie. Elle fait environ 9,5 km de longueur et 4,5 km de largeur maximales pour 28.748 km2 de superficie totale. San Marcos se trouve à 17 km de Santa Rosalía, la plus proche ville.

## Histoire
Depuis 1923, l'île est exploitée par la compagnie COMSA pour ses très importantes mines de gypse, les premières du pays avec 85 % de la production nationale, dont les matières premières sont directement évacuées vers le port minier de Santa Rosalía sur le continent afin d'être transformées en plâtre.